# Église Saint-Laurent du Gua
L’église Saint-Laurent est une église paroissiale, située dans la commune du Gua, dans le département de la Charente-Maritime et le diocèse de La Rochelle et Saintes.

## Historique
L'église Saint-Laurent est mentionnée pour la première fois dans une charte datée de 1047, dans laquelle Geoffroy Martel déclare céder les églises de Saint-Martin de Sanzillac (Saint-Martin du Gua) et de Saint-Laurent du Gua à l'abbaye aux Dames de Saintes : « Nous donnons à Dieu et à Sainte Marie (...) l’église de Saint Martin de Sanzillac, Saint Laurent du Gua, en même temps que les paroisses avec toutes leurs propriétés et tous leurs revenus ».
L'édifice est fortifié au cours de la guerre de Cent Ans, notamment le clocher, qui se voit doter d'un chemin de ronde, toujours visible aujourd'hui.
L'église souffre terriblement des guerres de Religion. Reconstruite à l'économie, elle se présente dans un tel état de vétusté qu'en 1800, décision est prise de la détruire et de construire à sa place un nouveau sanctuaire, mais selon une orientation différente. Ainsi, le clocher, qui était naguère établi à la croisée du transept (des arcs doubleaux pris dans la maçonnerie sont toujours visible sur ses quatre faces) est désormais situé au sud du nouvel édifice.

## Description
L'architecture de ce bâtiment témoigne d'une interprétation quelque peu austère des canons néo-classiques. La façade, en pierre de taille, ressemble par certains aspects à un arc de triomphe, et est agrémentée de pilastres et d'un fronton triangulaire. L'intérieur présente une disposition en croix latine. La nef, éclairée par des baies en plein cintre où ont été placés des vitraux figuratifs des XIXe siècle et XXe siècle (vie et martyre de saint Laurent, sainte Thérèse de l'enfant Jésus, saint Jean-Baptiste, crucifixion de Jésus), est couverte d'une voûte lambrissée, tandis que les croisillons sont couverts de voûtes d'arêtes. L'abside, voûtée en cul de four, présente des traces de fresques, assez dégradées. Le maître-autel et son tabernacle proviennent de l'église Saint-Pierre-ès-liens de Dercie. Un ex-voto du XIXe siècle représentant un navire à trois mâts est inscrit au titre des Monuments historiques, le 10 novembre 1980.
Le clocher, du XIIe siècle, est d'un style roman assez peu commun dans la région. Il s'élève sur trois niveaux : un rez-de-chaussée, conservant des voûtes gothiques archaïques (sans formeret et non bombées); un premier niveau, où se superposent des arcades aveugles et des baies géminées, et un second niveau, édifié autour du XVe siècle afin de servir de chemin de ronde. Une flèche couverte d'ardoise surmonte l'ensemble.
Sur la place de Verdun, subsistent des vestiges de l'ancien prieuré datant du XVe siècle. Ceux-ci se limitent à un corps de logis et à une tour polygonale à demi tronquée. À l'arrière de cette tour, on peut admirer une sculpture représentant un contorsionniste tenant une jambe dans chaque main, trait d'humour médiéval qui se retrouve parfois dans les églises et châteaux de la région.

## Protection
L'église Saint-Laurent, aux formes très simples, inspirées du néo-classicisme, conserve un clocher fortifié datant du XIIe siècle. Unique vestige d'une ancienne église romane détruite en 1800, il fait l’objet d’un classement au titre des monuments historiques depuis le 12 avril 1951.